# Fondo Ambiente Italiano
Pour les articles homonymes, voir FAI.

Le Fondo Ambiente Italiano, également connu sous l'acronyme FAI, est une fondation privée à but non lucratif italienne et apolitique - fondée par Giulia Maria Crespi en 1975, sur le modèle du National Trust britannique – qui a pour but d'agir pour la protection, la sauvegarde et la valorisation du patrimoine artistique et naturel en Italie. Il œuvre grâce à la restauration et à l'ouverture au public des biens historiques, artistiques ou naturels reçus en donation, en legs ou par contrat. Il promeut l'éducation et la sensibilisation du public à la connaissance et au respect de l'art et de la nature, et à l'intervention sur le territoire pour la défense du paysage et des biens culturels italiens. 

« Per il paesaggio, l'arte et la natura. Per sempre, per tutti. »

« Pour le paysage, l'art et la nature. Pour toujours, pour tous. »

— La devise du FAI, en français.
Institué le 28 avril 1975, il devient actif le 18 octobre de la même année. Depuis plusieurs années le FAI organise des journées portes ouvertes, au printemps et en automne, offrant des parcours et visites gratuites dans des lieux habituellement interdits au public.

## Histoire
La fondation est née de l'idée d'Elena Croce, fille du philosophe Benedetto Croce.
En 1975, Giulia Maria Mozzoni Crespi, Renato Bazzoni, Alberto Predieri et Franco Russoli ont signé l’acte constitutif du FAI en lui donnant le but de contribuer à la protection, à la conservation et à la valorisation du patrimoine artistique, naturel et paysager italien. Depuis la première année d'activité, le FAI fait des acquisitions et reçoit des dons.
En 1976, la première donation a été réalisée par Piero di Biasi et son fils Carlo di Blasi : ils ont offert un terrain de plus de 1000 mètres carrés à Panarea, grâce auquel le FAI a réussi à préserver, pour les années successives, une grande partie de l'île.
En 1977, Emanuela Castelbarco, nièce d'Arturo Toscanini, a donné au FAI le Château d’Avio et la fondation a commencé des interventions de restauration pour sauver le bien. Avec cette acquisition, le FAI a posé les bases selon lesquelles les donateurs et leurs héritiers peuvent jouir du droit d’habiter dans une partie de la demeure qu’ils auront donnée, sans participer aux frais de restauration, de manutention et de gardiennage. La même année, le FAI a commencé des travaux de restauration au Monastère de Torba acquis par Giulia Maria Mozzoni Crespi, dans le but de l'offrir au FAI et de le sauver d'une potentielle destruction. 
En 1981, la famille De Grossi a donné le Promontoire et la Tour de la Punta Pagana à San Michele di Pagana, et en 1983, toujours en Ligurie, la famille Doria Pamphili a donné au FAI le borgo di San Fruttuoso, avec l'abbaye bénédictine du XIIIe siècle et trente-deux hectares de maquis méditerranéen à restaurer avec l’aide de la petite communauté qui y habitait. En 1984 Elisabetta de Rege Thesauro Provana del Sabbione a donné au FAI le Château de la Manta. En 1986 la "Italsider" a donné la Baia di Ieranto ; en 1987 il FAI a acquis le Château Grumello, tandis que la famille Carbone lui a donné la gestion de la Casa Carbone de Lavagna. Entre 1988 et 1989, le FAI a acquis le Château de Masino, la Villa del Balbianello, la Villa Della Porta Bozzolo et la Torre di Velate.
Dans les années 1990, ont eu lieu d'autres acquisitions : un kiosque à journaux du XIXe siècle à Mantoue, une petite boutique de barbier Art déco à Gênes, des tableaux, des meubles, des céramiques et des porcelaines de la collection Alighiero de' Micheli à Milan, le Maso Fratton-Valaia, près du Parc naturel provincial d'Adamello-Brenta ; le Jardin de Kolymbetra, cinq hectares avec des orangers et des amandiers aux pieds del la Vallée des Temples d'Agrigente donné en concession par la région de Sicile ; et le petit Théâtre de Vetriano à Pescaglia.
En 2000 a été ouverte au public la Villa Panza à Varese, donnée en 1996 par Panza di Biumo, avec sa collection d’art contemporain américain. Deux ans plus tard, l’État italien a donné en concession le Parc de la Villa Gregoriana et, en 2003, l’aire naturelle de la Punta Don Diego en Sardaigne.
En 2005, Lydia Campatelli a donné le Palais et la Tour Campatelli de San Gimignano et la même année, le FAI a acquis le Moulin de Baresi dans la province de Bergame, choisi à la suite d'une sélection nationale I Luoghi del Cuore (Les Lieux du Cœur) qui avait eu lieu en 2003.
En 2008, la société historique vinicole sicilienne Donnafugata a donné un jardin sur l’île de Pantelleria. Toujours en 2008, après trois ans de restauration, est ouvert au public la Villa Necchi Campiglio dans le cœur de Milan, puis en 2011, la Villa dei Vescovi à Luvigliano di Torreglia et le Bosco di San Francesco (Bois de Saint François) à Assises.
En 2009, Giuseppe Roi a donné la Villa Fogazzaro Roi à Oria Valsolda ; en 2011, l’Assicurazioni Generali a donné la concession de l’ancien magasin Olivetti à Venise, sur la Place Saint Marc. Enfin, en 2012, le FAI a acquis l'Abbaye de Santa Maria di Cerrate à Lecce. 

## Activités
Le FAI intervient activement dans trois secteurs : législatif, des politiques environnementales et des contentieux territoriaux.
En plus du recensement national Les Lieux du Cœur (I Luoghi del Cuore), recensement biennal des sites italiens à ne pas oublier promu par le FAI avec un groupe bancaire, la fondation a lancé en 2010 le projet Pointons des projecteurs (Puntiamo i riflettori), grâce auquel les délégations FAI peuvent signaler, pour leur territoire, les biens abandonnés ou victimes de dégradation en se faisant promoteurs de leur renaissance à travers une activité de sensibilisation et de collecte de fonds au niveau local.
Depuis plusieurs années, le FAI organise des campagnes allant de pair avec leur mission. Depuis 1992, ont lieu les Journées FAI de printemps (Giornata FAI di primavera), manifestations qui offrent la possibilité de visiter de nombreux biens italiens d’intérêt culturel et naturel d’ordinaire fermés au public. En plus des biens ouverts, grâce au travail de 7000 volontaires de la fondation, sont proposées des visites guidées ou des évènements : concerts, soirées, conférences…
Souviens-toi de sauver l’Italie (Ricordati di salvare l'Italia) est une autre campagne nationale de collecte de fonds qui a lieu au mois d’octobre, durant laquelle est organisée la Faimarathon (parfois aussi nommée les Journées FAI d’automne), un marathon culturel pour découvrir les lieux remarquables qui environnent les Italiens et qui est mis au point par les FAI Giovani, les groupes de jeunes volontaires du FAI.
Pour aider à la réalisation de l’article 9 de la Constitution italienne (« La République (…) protège le paysage et le patrimoine historique et artistique de la Nation »), depuis 2011, le FAI a lancé le projet Via lattea pour promouvoir et valoriser le patrimoine naturel et culturel constitué par la ceintura agricole qui entoure Milan.

## Liste des biens gérés

### Liste des biens confiés, par donation ou concession, régulièrement ouverts au public
| Bien                                     | Commune                | Province      | Région             | Acquisition FAI |
| ---------------------------------------- | ---------------------- | ------------- | ------------------ | --------------- |
| Abbaye San Fruttuoso                     | Camogli                | Gênes         | Ligurie            | 1983            |
| Abbaye Santa Maria a Cerrate             | Lecce                  | Lecce         | Pouilles           | 2012            |
| Hôtel diurne de Venise                   | Milan                  | Milan         | Lombardie          | 2016            |
| Alpe Pedroria et Alpe Madrera            | Talamona               | Sondrio       | Lombardie          | 1985            |
| Baie de Ieranto                          | Massa Lubrense         | Naples        | Campanie           | 1987            |
| Barberia Giacalone                       | Gênes                  | Gênes         | Ligurie            | 1992            |
| Batterie militaire Talamone              | Palau                  | Olbia-Tempio  | Sardaigne          | 2003            |
| Bois San Francesco                       | Assise (Italie)        | Pérouse       | Ombrie             | 2008            |
| Casa Carbone                             | Lavagna                | Gênes         | Ligurie            | 1992            |
| Casa Noha                                | Matera                 | Matera        | Basilicate         | 2004            |
| Château Grumello (it)                    | Montagna in Valtellina | Sondrio       | Lombardie          | 1990            |
| Château de la Manta (it)                 | Manta                  | Coni          | Piémont            | 1985            |
| Château d'Avio (it)                      | Avio                   | Trentin       | Trentin-Haut-Adige | 1977            |
| Château de Masino                        | Caravino               | Turin         | Piémont            | 1988            |
| Collezione Enrico                        | Magnano                | Biella        | Piémont            | 2011            |
| Kiosque de la Piazza Canossa             | Mantoue                | Mantoue       | Lombardie          | 1992            |
| Jardin de la Kolymbetra                  | Agrigente              | Agrigente     | Sicile             | 1999            |
| Jardin Pantesco Donnafugata (it)         | Pantelleria            | Trapani       | Sicile             | 2008            |
| Réserve naturelle I Giganti della Sila   | Spezzano della Sila    | Cosenza       | Calabre            | 2016            |
| Maso Fratton                             | Spormaggiore           | Trentin       | Trentin-Haut-Adige | 1993            |
| Monastère de Torba (it)                  | Gornate-Olona          | Varèse        | Lombardie          | 1977            |
| Moulin de Maurizio Gervasoni (de Baresi) | Roncobello             | Bergame       | Lombardie          | 2005            |
| Magasin Olivetti                         | Venise                 | Venise        | Vénétie            | 2011            |
| Palazzina Appiani                        | Milan                  | Milan         | Lombardie          | 2015            |
| Palais et Tour Campatelli                | San Gimignano          | Sienne        | Toscane            | 2005            |
| Villa Gregoriana                         | Tivoli                 | Rome Capitale | Latium             | 2002            |
| Ferme Case Lovara                        | Levanto                | La Spezia     | Ligurie            | 2003            |
| Promontoire et Tour Pagana               | Rapallo                | Gênes         | Ligurie            | 1981            |
| Saline Conti Vecchi                      | Assemini               | Cagliari      | Sardaigne          | 2017            |
| Petit théâtre de Vetriano (it)           | Pescaglia              | Lucques       | Toscane            | 1997            |
| Tour de Velate                           | Varèse                 | Varèse        | Lombardie          | 1989            |
| Villa dei Vescovi                        | Torreglia              | Padoue        | Vénétie            | 2005            |
| Villa Balbianello                        | Lenno                  | Côme          | Lombardie          | 1988            |
| Villa Della Porta Bozzolo (it)           | Casalzuigno            | Varèse        | Lombardie          | 1989            |
| Villa Menafoglio Litta Panza (it)        | Varèse                 | Varèse        | Lombardie          | 1996            |
| Villa Fogazzaro Roi                      | Oria, Valsolda         | Côme          | Lombardie          | 2009            |
| Villa Necchi Campiglio                   | Milan                  | Milan         | Lombardie          | 2001            |

### Liste des biens confiés, par donation ou concession, en cours de restauration
| Bien                                   | Commune             | Province | Région    | Acquisition FAI |
| -------------------------------------- | ------------------- | -------- | --------- | --------------- |
| Casa Macchi                            | Morazzone           | Varèse   | Lombardie | 2016            |
| Casina Mollo                           | Spezzano della Sila | Cosenza  | Calabre   | 2016            |
| La Velarca                             | Tremezzina          | Côme     | Lombardie | 2011            |
| Lazaret de Verone                      | Verone              | Vérone   | Vénétie   | 2014            |
| Monte Fontana Secca et Col de Spadarot | Quero Vas           | Belluno  | Vénétie   | 2014            |
| Tour de Soccorso                       | Tremezzina          | Côme     | Lombardie | 2011            |

## Présidents
- Giulia Maria Crespi (de 1975 à 2009)
- Ilaria Borletti Buitoni (de 2010 à 2013)
- Andrea Carandini (depuis 2013)

## Décorations
Medaglia d'oro ai benemeriti della cultura e dell'arte.

« Pour activité de mécénat culturel. »

— Rome, le 28 novembre 1988.